# R1SE
R1SE是成立於2019年的中國內地男子流行音樂團體，由隊長及C位周震南、成員何洛洛、焉栩嘉、夏之光、姚琛、翟瀟聞、張顏齐、劉也、任豪、趙磊、趙讓組成。團體內11名成員由騰訊視頻偶像男團競演養成類真人秀《創造營2019》選出，於2019年6月8日在節目總決賽正式成團並出道，進行为期兩年的限定男團活動，並於2021年6月14日0時0分正式結束所有團體活動。

## 簡介

### 團名含意[3]
團名“R1SE”分別為四個意思——「R」代表奔跑（Run）、「1」代表第一（No.1）、「S」代表太陽（Sun）、「E」代表能量（Energy）也代表R1SE 11個人（eleven），意指十一位成員經歷96天日夜兼程的訓練，由春入夏，終於讓汗水與夢想為伴，成功出道。
團名念法為「R．One．S．E」，也可讀成「rise」（上升）的英語發音。

## 演藝經歷

### 2019年
| 日期     | 活動 |
| 4月6日   | 騰訊視頻《創造營2019》正式開播，該節目由多家經紀公司推派出101名男練習生相互競爭， 最終由周震南、何洛洛、焉栩嘉、夏之光、姚琛、翟瀟聞、張顏齊、劉也、任豪、趙磊、趙讓 以限定組合R1SE成員及哇唧唧哇旗下藝人身份展開為期兩年的團體活動。 |
| 6月8日   | 正式出道並發行單曲《R.1.S.E.》，此曲為電影《黑衣人：全球追擊》中國區主題推廣曲。 |
| 6月11日  | 出席「騰訊電影電視節」完成首次團體紅毯及直播訪談。 |
| 6月12日  | 出席「騰訊視頻價值營銷峰會」。 |
| 6月17日  | 首部團體綜藝《R1SE飛行日誌》於官方微博上線首播。 |
| 7月18日  | 為電影《上海堡壘》演唱的片尾主題曲《無愧》發佈。 |
| 7月24日  | 為電視劇《全職高手》演唱的片尾曲《榮耀的戰場》發佈。 |
| 8月3日   | 由何洛洛、翟瀟聞、劉也、任豪、趙磊為動畫《魔道祖師》演唱的片尾曲《少年如故》發佈。 |
| 8月4日   | 於騰訊視頻《合唱吧！300》完成首次舞台表演。 |
| 8月6日   | R1SE成團首張EP《就要擲地有聲的炸裂》開始預售， 當日僅1小時42分57秒銷售額破15,000,000元，成為QQ音樂史上最快&2019年首張突破「殿堂金鑽唱片」的團體專輯， 僅用9秒鐘成績與QQ音樂平台「金唱片」認證紀錄持平，並以9秒鐘成績創造了QQ音樂「雙金唱片」全新認證紀錄， 上線即榮登QQ音樂巔峰暢銷榜日榜&周榜雙榜首；R1SE也成為QQ音樂首個&最快突破「殿堂金鑽唱片」認證紀錄的男團。 |
| 8月8日   | 專輯《就要擲地有聲的炸裂》第一主打歌《誰都別吝嗇》發佈。 |
| 8月11日  | R1SE專屬綜藝《Super R1SE·蓄能季》於騰訊視頻上線播出。 |
| 8月15日  | 專輯《就要擲地有聲的炸裂》第二主打歌《WORLD WORLD WORLD》發佈。 |
| 8月22日  | 專輯《就要擲地有聲的炸裂》第三主打歌《十二》發佈，為首支團員參與創作的歌曲。 |
| 8月29日  | 專輯《就要擲地有聲的炸裂》同名主打歌發佈。 |
| 9月3日   | 專辑第一主打歌《谁都别吝啬》MV发布；首支團體MV。 |
| 10月18日 | 紀錄片《一個男團的誕生》上線騰訊視頻平台。 |
| 10月30日 | 出席「2020騰訊視頻V視界大會」。 |
| 10月31日 | 出席「亞洲新歌榜2019年度盛典」，榮獲「年度最受歡迎新團體獎」。 |
| 11月10日 | 專輯《就要擲地有聲的炸裂》驚喜單曲《HAVE FUN》發佈； 出席《2019湖南衛視苏宁易购11.11嗨爆夜》。 |
| 11月16日 | 於廣州體育館一號館舉辦首站巡迴演唱會《十二半音》，與粉絲共同完成第一場「破曉海」。 |
| 12月1日  | R1SE專屬大團綜《十一少年的秋天》於騰訊視頻上線播出； 專輯《炸裂狂想曲》第一支單曲《角兒無大小》發佈。 |
| 12月3日  | 出席「2019 COSMO時尚美麗盛典」，榮獲「傳承·美 年度團體獎」。 |
| 12月8日  | 出席「上海TMEA騰訊音樂娛樂盛典」，榮獲「年度最佳團體專輯獎」； 專輯《炸裂狂想曲》第二支單曲《瘋子》發佈。 |
| 12月14日 | 於重慶華熙文化體育中心舉辦第二場巡迴演唱會《十二筆劃》。 |
| 12月15日 | 專輯《炸裂狂想曲》第三支單曲《Never Surrender》發佈。 |
| 12月22日 | 專輯《炸裂狂想曲》第四支單曲《星星泡飯》發佈。 |
| 12月25日 | 由何洛洛、翟瀟聞、焉栩嘉、趙磊、趙讓為電影《熊出沒·狂野大陸》演唱的插曲《奇蹟無限》發佈。 |
| 12月28日 | 以十人體制（翟瀟聞未參與）出席「騰訊視頻星光大賞」，榮獲「年度男團」。 |
| 12月29日 | 專輯《炸裂狂想曲》第五支單曲《聲聲不息》發佈。 |
| 12月31日 | 出席湖南衛視《快樂中國2019-2020跨年演唱會》。 |

### 2020年
| 日期     | 活動 |
| 1月5日   | 專輯《炸裂狂想曲》第六支單曲《赤腳追光》發佈。 |
| 1月7日   | 以七人體制（何洛洛、焉栩嘉、夏之光、翟瀟聞未參與）出席「騰訊娛樂白皮書年度盛典」，榮獲「年度團體」。 |
| 1月11日  | 出席「2019年微博之夜」，榮獲「年度最佳团体」。 |
| 2月8日   | 原定於上海梅赛德斯-奔驰文化中心舉辦第三場巡迴演唱會《十二時辰》，因新型冠狀病毒，延期舉辦。 |
| 5月4日   | 出席湖南衛視「青春萬歲——五四接力大直播」，演唱歌曲《HAVE FUN》。 |
| 5月5日   | 助力相信未來義演，清唱《赤腳追光》。 |
| 5月29日  | 騰訊視頻《炙熱的我們》播出。 |
| 6月12日  | 周年團專《曜為名》於早上10：00開放購買，同時發行主打曲《曜》，於下午3:00發部主打曲MV。 |
| 7月2日   | 周年團專《曜為名》三支小分隊單曲《媽媽叫你別哭了》《粉色閃電》《24HOUR》發布， 並於晚上10:19銷量突破250,000張，獲得「三白金唱片」等级認證， R1SE成為QQ音樂平台2020年首个&最快突破「三白金唱片」等级的華語團體。 |
| 7月4日   | 出席騰訊視頻《创造营2020》總決賽（何洛洛、焉栩嘉因高考缺席）。 |
| 7月5日   | 小團綜《SUPER.R1SE-周年季》上線。 |
| 7月13日  | 《WE.ARE.R1SE.2019全國巡迴演唱會》完整版視頻上線。 |
| 7月16日  | 周年團專《曜為名》生日曲《HAPPY BIRTHDAY TO ME》發布。 |
| 7月23日  | 以「預備團王」的身份，進入《炙熱的我們》總決賽團王誕生夜。 |
| 7月30日  | 周年團專《曜為名》釋能曲《破曉星》發布。 |
| 9月4日   | 出席騰訊視頻《認真的嘎嘎們》總決賽。 |
| 10月2日  | 《曜為名》專輯首唱會完整版視頻播出， 並於當日19：53专辑销量突破416,667张，获得「钻石唱片」等级认证， 成为QQ音乐平台2020年首张&最快突破「钻石唱片」等级认证的男团EP。                                            |
| 10月11日 | 以六人體制（焉栩嘉、夏之光、姚琛、劉也、趙磊、趙讓)參與「BME音樂盛典」，榮獲「年度優秀組合」。 |
| 11月8日  | 榮獲「MTVEMA」國際型頒獎典禮所頒發的「大中華區最受歡迎藝人」獎項。 |
| 11月10日 | 以9人體制（周震南、任豪未參與）參與湖南衛視「11.11超拼夜」。 |
| 12月12日 | 以7人體制（周震南、焉栩嘉、翟瀟聞、任豪未參與）出席湖南衛視「12.12超拼夜」。 |
| 12月20日 | 以8人體制（何洛洛、焉栩嘉、翟瀟聞未參與），參與騰訊視頻「星光大賞」，榮獲「年度音樂專輯」（《曜為名》）。 |
| 12月27日 | 出席「亞洲流行音樂大獎」，榮獲「最佳團體(華語)」和「最受歡迎男子團體」。 |
| 12月31日 | 出席東方衛視《夢圓東方2020-2021跨年盛典》。 |

### 2021年
| 日期           | 活動 |
| 1月7日         | 以7人體制（周震南、何洛洛、焉栩嘉、張顏齊未參與）出席「精品傳媒風格盛典」，榮獲「年度人氣團體」。                                                                                   |
| 2月5日         | 出席腾讯视频《家族年年年夜FAN》。 |
| 2月7日         | 出席快手《快手最美之夜》。 |
| 2月10日        | 参與東方衛視《新春潮樂會》。 |
| 2月12日        | 参與東方衛視春晚。 |
| 4月24日        | 出席騰訊視頻創造營2021總決賽。 |
| 4月29日        | 最後一部專屬綜藝《我們，破曉之前》在騰訊視頻播出； 告別團專《我們，破曉星辰》上線，主打曲《ZOOM》發布。                                                                             |
| 5月2日－5月3日 | 於上海梅赛德斯-奔驰文化中心舉辦兩場《我們，破曉星辰》R1SE告別限定演唱會。 |
| 5月8日         | 告別團專《我們，破曉星辰》第二單曲《彼方世界》發布。 |
| 5月13日        | 告別團專《我們，破曉星辰》第三單曲《Find me》發布。 |
| 5月25日        | 畢業紀錄影像《放晴》於官方微博上線播出。 |
| 5月27日        | 告別團專《我們，破曉星辰》第四單曲《干飯歌》發布。 |
| 6月1日         | 告別團專《我們，破曉星辰》告別曲《goodbye my old friend》發布。 |
| 6月2日         | 官方微博於上午10:00發布一段紀錄了這兩年的大記事的視頻， 並官宣解散時間為北京時間2021年6月14日00:00。                                                                                |
| 6月5日         | 解散前最後一個綜藝節目《金曲青春》在東方衛視播出，表演專輯主打曲《Zoom》； 所屬「創家族」獲得該節目「百視TV年度最受喜愛家族」、「微博金曲留聲最受喜愛家族」及「年度榮耀家族」獎項。 |
| 6月8日         | 告別團專《我們，破曉星辰》驚喜曲《我要創造一個有你的世界》發布。 |
| 6月13日        | 告別團專《我們，破曉星辰》純音樂《LAST MOMENT》發布。 |
| 6月13日        | 於北京舉辦《我們，破曉星辰》R1SE告別限定演唱會最終場兼告別典禮， 同時騰訊視頻雲首發同步直播，並送給十二們屬於R1SE和十二的「破曉座」。                                               |
| 6月14日        | R1SE正式結束所有團體活動。 |
| 6月20日        | 騰訊視頻放出R1SE正式結束所有團體活動前最後一條R1SE告別限定演唱會紀錄片《十一少年畢業打板》。                                                                                        |
| 6月30日        | R1SE榮獲「新浪新聞-發現Z世代」之「品質娛樂團體」及「品質綜藝」獎項（《我們，破曉之前》）。                                                                                          |
| 10月8日        | 官方微博宣佈成功向星協申請成立十二顆以各成員和粉絲姓名为名的星星，全名为「破曉座」。                                                                                                |

### 2022年
| 日期    | 活動                                                                                          |
| 1月25日 | 以五人體制（周震南、夏之光、姚琛、趙磊、趙讓）合體，並在《家族年年年夜FAN2022》表演《ZOOM》。 |
| 1月27日 | R1SE榮獲「2021微博之夜」之「年度人氣演出」獎項（《我們，破曉星辰》R1SE告別限定演唱會）。      |

## 成員資料
| 姓名                  | 國家／出生地 | 出生日期       | 經紀公司                   | 出道位 |
| 周震南                | 中国重庆     | 2000年6月22日  | 哇唧唧哇娛樂               | 1      |
| 何洛洛 (本名：徐一寧) | 中国杭州     | 2001年5月4日   | 原際畫                     | 2      |
| 焉栩嘉                | 中国山東     | 2001年9月23日  | 哇唧唧哇娛樂               | 3      |
| 夏之光                | 中国安徽     | 2000年1月4日   | 哇唧唧哇娛樂               | 4      |
| 姚琛                  | 中国重慶     | 1998年3月23日  | 泛領文化 （JYP娛樂分公司） | 5      |
| 翟潇闻                | 中国山東     | 1999年5月28日  | 哇唧唧哇娛樂               | 6      |
| 張顏齊                | 中国重慶     | 1998年7月2日   | 態度音樂                   | 7      |
| 劉也                  | 中国吉林     | 1993年11月15日 | 可米國際影視               | 8      |
| 任豪                  | 中国四川     | 1995年7月17日  | 白色系                     | 9      |
| 趙磊                  | 中国四川     | 1999年1月1日   | 哇唧唧哇娛樂               | 10     |
| 趙讓 (本名：趙岑源)   | 中国廣東     | 2001年4月24日  | SDT娛樂                    | 11     |

## 音樂作品

### 專輯
| 專輯         | 專輯資料                                        | 曲目           | 曲目                           | 曲目                                                                             |
| 專輯         | 專輯資料                                        | 發佈日期       | 歌曲名                         | 備注                                                                             |
| 1st          | 《就要擲地有聲的炸裂》 - 發行日期：2019年8月6日 | 2019年8月6日   | 喊出我的名字                   |                                                                                  |
| 1st          | 《就要擲地有聲的炸裂》 - 發行日期：2019年8月6日 | 2019年8月6日   | R.1.S.E                        |                                                                                  |
| 1st          | 《就要擲地有聲的炸裂》 - 發行日期：2019年8月6日 | 2019年8月8日   | 誰都別吝嗇                     | 第一主打曲                                                                       |
| 1st          | 《就要擲地有聲的炸裂》 - 發行日期：2019年8月6日 | 2019年8月15日  | WORLD WORLD WORLD              |                                                                                  |
| 1st          | 《就要擲地有聲的炸裂》 - 發行日期：2019年8月6日 | 2019年8月22日  | 十二                           | 周震南、劉也、趙磊、焉栩嘉、姚琛作詞                                             |
| 1st          | 《就要擲地有聲的炸裂》 - 發行日期：2019年8月6日 | 2019年8月29日  | 就要擲地有聲的炸裂             | 同名主打曲 周震南、劉也、趙磊參與作詞                                            |
| 1st          | 《就要擲地有聲的炸裂》 - 發行日期：2019年8月6日 | 2019年11月10日 | HAVE FUN                       |                                                                                  |
| 1st          | 《就要擲地有聲的炸裂》 - 發行日期：2019年8月6日 | 2019年8月6日   | 喊出我的名字 （伴奏）          |                                                                                  |
| 1st          | 《就要擲地有聲的炸裂》 - 發行日期：2019年8月6日 | 2019年8月6日   | R.1.S.E（伴奏）                |                                                                                  |
| 1st          | 《就要擲地有聲的炸裂》 - 發行日期：2019年8月6日 | 2019年8月8日   | 誰都別吝嗇（伴奏）             |                                                                                  |
| 1st          | 《就要擲地有聲的炸裂》 - 發行日期：2019年8月6日 | 2019年8月15日  | WORLD WORLD WORLD（伴奏）      |                                                                                  |
| 1st          | 《就要擲地有聲的炸裂》 - 發行日期：2019年8月6日 | 2019年8月22日  | 十二（伴奏）                   |                                                                                  |
| 1st          | 《就要擲地有聲的炸裂》 - 發行日期：2019年8月6日 | 2019年8月29日  | 就要擲地有聲的炸裂（伴奏）     |                                                                                  |
| 1st          | 《就要擲地有聲的炸裂》 - 發行日期：2019年8月6日 | 2019年11月10日 | HAVE FUN（伴奏）               |                                                                                  |
| 2nd          | 《炸裂狂想曲》 - 發行日期：2019年12月1日        | 2019年12月1日  | 角兒無大小                     |                                                                                  |
| 2nd          | 《炸裂狂想曲》 - 發行日期：2019年12月1日        | 2019年12月8日  | 瘋子                           | 周震南、姚琛、趙磊作曲 周震南、焉栩嘉、姚琛、張顏齊參與作詞                      |
| 2nd          | 《炸裂狂想曲》 - 發行日期：2019年12月1日        | 2019年12月15日 | Never Surrender                |                                                                                  |
| 2nd          | 《炸裂狂想曲》 - 發行日期：2019年12月1日        | 2019年12月22日 | 星星泡飯                       |                                                                                  |
| 2nd          | 《炸裂狂想曲》 - 發行日期：2019年12月1日        | 2019年12月29日 | 聲聲不息                       |                                                                                  |
| 2nd          | 《炸裂狂想曲》 - 發行日期：2019年12月1日        | 2020年1月5日   | 赤腳追光                       |                                                                                  |
| 2nd          | 《炸裂狂想曲》 - 發行日期：2019年12月1日        | 2019年12月1日  | 角兒無大小                     |                                                                                  |
| 2nd          | 《炸裂狂想曲》 - 發行日期：2019年12月1日        | 2019年12月8日  | 瘋子（伴奏）                   |                                                                                  |
| 2nd          | 《炸裂狂想曲》 - 發行日期：2019年12月1日        | 2019年12月15日 | Never Surrender（伴奏）        |                                                                                  |
| 2nd          | 《炸裂狂想曲》 - 發行日期：2019年12月1日        | 2019年12月22日 | 星星泡飯（伴奏）               |                                                                                  |
| 2nd          | 《炸裂狂想曲》 - 發行日期：2019年12月1日        | 2019年12月29日 | 聲聲不息（伴奏）               |                                                                                  |
| 2nd          | 《炸裂狂想曲》 - 發行日期：2019年12月1日        | 2020年1月5日   | 赤腳追光（伴奏）               |                                                                                  |
| 3rd 週年團專 | 《曜為名》 - 發行日期：2020年6月12日            | 2020年6月12日  | 曜                             | 主打曲                                                                           |
| 3rd 週年團專 | 《曜為名》 - 發行日期：2020年6月12日            | 2020年7月2日   | 媽媽叫你別哭了                 | 周震南、張顏齊、趙磊小分隊演唱 周震南、張顏齊、趙磊作詞 周震南、張顏齊、趙磊作曲 |
| 3rd 週年團專 | 《曜為名》 - 發行日期：2020年6月12日            | 2020年7月2日   | 粉色閃電                       | 焉栩嘉、翟瀟聞、劉也、任豪小分隊演唱                                             |
| 3rd 週年團專 | 《曜為名》 - 發行日期：2020年6月12日            | 2020年7月2日   | 24HOURS                        | 何洛洛、夏之光、姚琛、趙讓小分隊演唱                                             |
| 3rd 週年團專 | 《曜為名》 - 發行日期：2020年6月12日            | 2020年7月16日  | HAPPY BIRTHDAY TO ME           |                                                                                  |
| 3rd 週年團專 | 《曜為名》 - 發行日期：2020年6月12日            | 2020年7月30日  | 破曉星                         |                                                                                  |
| 3rd 週年團專 | 《曜為名》 - 發行日期：2020年6月12日            | 2020年6月12日  | 曜（伴奏）                     |                                                                                  |
| 3rd 週年團專 | 《曜為名》 - 發行日期：2020年6月12日            | 2020年7月2日   | 媽媽叫你別哭了（伴奏）         |                                                                                  |
| 3rd 週年團專 | 《曜為名》 - 發行日期：2020年6月12日            | 2020年7月2日   | 粉色閃電（伴奏）               |                                                                                  |
| 3rd 週年團專 | 《曜為名》 - 發行日期：2020年6月12日            | 2020年7月2日   | 24HOURS（伴奏）                |                                                                                  |
| 3rd 週年團專 | 《曜為名》 - 發行日期：2020年6月12日            | 2020年7月16日  | HAPPY BIRTHDAY TO ME（伴奏）   |                                                                                  |
| 3rd 週年團專 | 《曜為名》 - 發行日期：2020年6月12日            | 2020年7月30日  | 破曉星（伴奏）                 |                                                                                  |
| 4th 告別團專 | 《我們，破曉星辰》 - 發行日期：2021年4月29日    | 2021年4月29日  | ZOOM                           | 主打曲                                                                           |
| 4th 告別團專 | 《我們，破曉星辰》 - 發行日期：2021年4月29日    | 2021年5月8日   | 彼方世界                       |                                                                                  |
| 4th 告別團專 | 《我們，破曉星辰》 - 發行日期：2021年4月29日    | 2021年5月13日  | Find Me                        |                                                                                  |
| 4th 告別團專 | 《我們，破曉星辰》 - 發行日期：2021年4月29日    | 2021年5月27日  | 干飯歌                         |                                                                                  |
| 4th 告別團專 | 《我們，破曉星辰》 - 發行日期：2021年4月29日    | 2021年6月1日   | Goodbye My Old Friend          | 張顏齊、趙磊參與作詞 趙磊參與作曲                                                |
| 4th 告別團專 | 《我們，破曉星辰》 - 發行日期：2021年4月29日    | 2021年6月8日   | 我要創造一個有你的世界         | 周震南參與作詞 周震南作曲                                                        |
| 4th 告別團專 | 《我們，破曉星辰》 - 發行日期：2021年4月29日    | 2021年6月13日  | LAST MOMENT                    |                                                                                  |
| 4th 告別團專 | 《我們，破曉星辰》 - 發行日期：2021年4月29日    | 2021年4月29日  | ZOOM（伴奏）                   |                                                                                  |
| 4th 告別團專 | 《我們，破曉星辰》 - 發行日期：2021年4月29日    | 2021年5月8日   | 彼方世界（伴奏）               |                                                                                  |
| 4th 告別團專 | 《我們，破曉星辰》 - 發行日期：2021年4月29日    | 2021年5月13日  | Find Me（伴奏）                |                                                                                  |
| 4th 告別團專 | 《我們，破曉星辰》 - 發行日期：2021年4月29日    | 2021年5月27日  | 干飯歌（伴奏）                 |                                                                                  |
| 4th 告別團專 | 《我們，破曉星辰》 - 發行日期：2021年4月29日    | 2021年6月1日   | Goodbye My Old Friend（伴奏）  |                                                                                  |
| 4th 告別團專 | 《我們，破曉星辰》 - 發行日期：2021年4月29日    | 2021年6月8日   | 我要創造一個有你的世界（伴奏） |                                                                                  |

### 單曲
| 發佈日期      | 曲目 | 備註                                              |
| 2020年6月12日 | YOU  | 《炙熱的我們》第三期演出 R1SE成員作詞、作曲並演唱 |

### 小分隊單曲
| 發佈日期       | 曲目           | 所屬小分隊 | 演唱成員                | 備註                                    |
| 2019年11月16日 | 得吧           | /          | 周震南 姚琛 張顏齊      | 原創歌曲 《十二半音》R1SE巡迴演唱會首唱 |
| 2019年12月14日 | Save Me Now    | /          | 姚琛 張顏齊 趙磊        | 原創歌曲 《十二筆劃》R1SE巡迴演唱會首唱 |
| 2020年7月2日   | 媽媽叫你別哭了 | RUN        | 周震南 張顏齊 趙磊      | 周年團專《曜為名》小分隊單曲 原創搖滾   |
| 2020年7月2日   | 粉色閃電       | SUN        | 焉栩嘉 翟瀟聞 劉也 任豪 | 周年團專《曜為名》小分隊單曲 甜系情歌   |
| 2020年7月2日   | 24HOURS        | ENERGY     | 何洛洛 夏之光 姚琛 趙讓 | 周年團專《曜為名》小分隊單曲 機能舞曲   |

### 影視原聲帶OST
| 發佈日期       | 曲目       | 影視名稱                              | 演唱成員                           |
| 2019年7月18日  | 无愧       | 電影《上海堡壘》 片尾曲               | 全員                               |
| 2019年7月24日  | 榮耀的戰場 | 電視劇《全職高手》 片尾曲             | 全員                               |
| 2019年8月3日   | 少年如故   | 動畫《魔道祖師》 羨雲篇推廣曲既片尾曲 | 何洛洛、翟瀟聞、劉也、任豪、趙磊   |
| 2019年12月25日 | 奇跡無限   | 電影《熊出沒·狂野大陸》 插曲          | 何洛洛、焉栩嘉、翟瀟聞、趙磊、趙讓 |

### 合作單曲
| 發佈日期      | 曲目                 | 參與成員 | 合作演唱者                                                 | 備註                                                               |
| 2020年2月10日 | 一直到黎明           | R1SE全員 | 火箭少女101 明日之子第一季 明日之子第二季 明日之子第三季等 | 抗役歌曲 作曲：陸虎 作詞：毛不易 發起人：李宇春 （由騰訊視頻邀請） |
| 2020年7月10日 | Y'all Don't Touch It | R1SE全員 | SNH48                                                      | R1SE原創歌曲 《炙熱的我們》首唱                                    |

## 演唱會及見面會

### 演唱會
| 年份   | 日期                              | 主題                                                                    | 城市 | 場館                  | 表演曲目 |
| 2019年 | 11月16日                          | 《十二半音》R1SE巡迴演唱會                                              | 廣州 | 廣州體育場一號館      | 表演曲目 1. 就要擲地有聲的炸裂 2. WORLD WORLD WORLD 3. 悟空 4. 青鳥 5. Beat Me If You Can 6. 無愧 7. 得吧（周震南、姚琛、張顏齊合作歌曲） 8. fovever young（翟瀟聞、趙磊合作歌曲） 9. 少年自由水秀（夏之光、劉也、趙讓合作舞蹈） 10. Bad guy（何洛洛、焉栩嘉、任豪合作舞蹈） 11. 少年如故 12. 喊出我的名字 13. 創造營歌曲串燒(寶藏男友、蛻變、濱河東路、EMP、Fireman、敢、青春紀念冊、Pick Me Up) 14. HAVE FUN 15. 赤子 16. R.1.S.E 17. 十二 18. 誰都別吝嗇 |
| 2019年 | 12月14日                          | 《十二筆劃》R1SE巡迴演唱會                                              | 重慶 | 重慶華熙文化體育中心  | 表演曲目 1. 就要掷地有声的炸裂 2. WORLD WORLD WORLD 3. 悟空 4. 青鳥 5. Beat Me If You Can 6. 無愧 7. Save Me Now （姚琛、張顏齊、趙磊合作歌曲） 8. 少年自由水秀（夏之光、劉也、趙讓合作舞蹈） 9. 我們（周震南、翟瀟聞合作歌曲） 10. Bad guy（何洛洛、焉栩嘉、任豪合作舞蹈） 11. 喊出我的名字 12. 創造營歌曲串燒（寶藏男友、蛻變、濱河東路、EMP、Fireman、敢、青春紀念冊、Pick Me Up） 13. 角兒無大小 14. 誰都別吝嗇 15. R. 1. S. E 16. 十二 17. 瘋子        |
| 2020年 | 9月23日 （10月2日騰訊視頻雲首播） | 《曜為名》首唱會                                                        | 北京 | 騰訊北京總部大樓      | 表演曲目 1. 曜 2. 媽媽叫你別哭了（周震南、張顏齊、趙磊小分隊） 3. 粉色閃電（焉栩嘉、翟瀟聞、劉也、任豪小分隊） 4. 24HOURS（何洛洛、夏之光、姚琛、趙讓小分隊） 5. Happy Birthday To Me 6. 破曉星 7. Never Surrender |
| 2021年 | 5月2日                            | 《我們，破曉星辰》R1SE告別限定演唱會                                    | 上海 | 梅賽德斯-奔馳文化中心 | 表演曲目 1. 曜 2. 就要擲地有聲的炸裂 3. 角兒無大小 4. Zoom 5. 青鳥 6. 誰都別吝嗇 7. 赤子 8. WORLD WORLD WORLD 9. 得吧（周震南、姚琛、張顏齊合作歌曲） 10. 易燃易爆炸（何洛洛、劉也、任豪合作歌曲） 11. 突然想起你（翟瀟聞、趙磊合作歌曲） 12. Kill This Love（焉栩嘉、夏之光、趙讓合作舞蹈） 13. 聲聲不息+Never Surrneder 14. 喊出我的名字 15. R.1.S.E. 16. 十二 17. YOU 18. 星星泡飯 19. 破曉星 20. Find Me 21. 瘋子                                       |
| 2021年 | 5月3日                            | 《我們，破曉星辰》R1SE告別限定演唱會                                    | 上海 | 梅賽德斯-奔馳文化中心 | 表演曲目 1. 曜 2. 就要擲地有聲的炸裂 3. 角兒無大小 4. Zoom 5. 奇跡再現 6. 幹飯歌 7. WORLD WORLD WORLD 8. 瘋子 9. 粉色閃電（焉栩嘉、翟瀟聞、劉也、任豪小分隊） 10. 24HOURS（何洛洛、夏之光、姚琛、趙讓小分隊） 11. 媽媽叫你別哭了（周震南、張顏齊、趙磊小分隊） 12. 聲聲不息＋Never Surrneder 13. 喊出我的名字 14. R.1.S.E. 15. 十二 16. YOU 17. 愛河（互動環節） 18. Find Me 19. 星星泡飯 20. 破曉星 21. 彼方世界 22. 誰都別吝嗇                            |
| 2021年 | 6月13日                           | 《我們，破曉星辰》R1SE告別限定演唱會最終場暨告別典禮 （騰訊視頻雲直播） | 北京 | 星光·視界中心         | 表演曲目 1. 喊出我的名字 2. 聲聲不息＋Never Surrender 3. 誰都別吝嗇 4. 就要擲地有聲的炸裂 5. 曜 6. 赤子 7. 乘風 8. 彼方世界 9. ZOOM 10. 十二 11. 我要創造有你的一個世界 12. 破曉星 13. Find Me 14. 瘋子 15. R.1.S.E 16. Goodbye My Old Friend 17. Last Moment |

### 見面會
| 年份   | 日期     | 城市 | 備註                                                                  |
| 2019年 | 9月27日  | 北京 | 2019 R1SE Fanmeeting紀錄片專場 紀錄片《一個男團的誕生》影院獨享見面會 |
| 2019年 | 11月30日 | 北京 | 專輯《就要擲地有聲的炸裂》實體專輯簽售會                              |
| 2019年 | 12月15日 | 重慶 | 專輯《就要擲地有聲的炸裂》實體專輯簽售會                              |
| 2020年 | 11月8日  | 長沙 | 專輯《曜為名》實體專輯簽售會                                          |

## 影视作品

### 微电影
| 年份          | 電影名稱 | 出演成員 | 角色 | 備註             |
| 2020年10月1日 | 高考2020 | 任豪     | 王粲 | 湖南衛視中秋之夜 |

### 电视剧/网络剧
| 首播時間      | 播出平台                 | 戲劇名稱               | 出演成员 | 角色   | 備註     |
| 2021年1月7日  | 爱奇艺                   | 《少年如歌》           | 何洛洛   | 何洛洛 | 特別出演 |
| 2021年1月20日 | 腾讯视频 芒果TV          | 《暗戀橘生淮南》       | 翟瀟聞   | 徐志安 | 特別出演 |
| 2021年4月23日 | 腾讯视频                 | 《拜託了班长》         | 夏之光   | 李赫   | 主演     |
| 2021年4月23日 | 腾讯视频                 | 《拜託了班长》         | 焉栩嘉   | 宁澤宇 | 主演     |
| 2021年5月11日 | 爱奇艺 腾讯视频          | 《完美的他》           | 何洛洛   | 陸嘯   | 主演     |
| 2021年6月17日 | 腾讯视频                 | 《千古玦塵》           | 任豪     | 梧夕   | 特別出演 |
| 2021年6月23日 | 優酷視頻 腾讯视频 WeTV   | 《你微笑時很美》       | 翟瀟聞   | 簡陽   | 主演     |
| 2021年7月30日 | 愛奇藝                   | 《一宅家族》           | 夏之光   | 夏铁刚 | 特別出演 |
| 2021年8月9日  | 北京衛視 爱奇艺 腾讯视频 | 《親愛的爸媽》         | 翟瀟聞   | 李冰   | 主演     |
| 2021年8月16日 | 爱奇艺                   | 《世界微尘里》         | 翟瀟聞   | 刘宇诚 | 主演     |
| 2021年9月22日 | 腾讯视频                 | 《國子監來了個女弟子》 | 任豪     | 卓文遠 | 主演     |
| 2021年12月6日 | 腾讯视频                 | 《談什麼戀愛啊》       | 趙讓     | 时光   | 主演     |

### 專屬紀錄片
| 上映日期      | 播出平台 | 影片名稱             | 備註                                                                                              |
| 2019年9月27日 | 腾讯视频 | 《一个男团的诞生》   | 《创造营2019》成长纪录片，R1SE成团历程。 片长100分钟。 腾讯视频VIP可免费观看。                    |
| 2021年5月25日 | 腾讯视频 | 《放晴》             | 《我們，破曉星辰》R1SE告別限定演唱會纪录片。 共3期。                                              |
| 2021年6月20日 | 腾讯视频 | 《十一少年毕业打板》 | 《我們，破曉星辰》R1SE告別限定演唱會最終場暨告別典禮纪录片。 片长26分钟。 腾讯视频VIP可免费观看。 |

### 專屬綜藝
| 播出日期                       | 播出平台 | 節目名稱              | 備註                                                    |
| 2019年6月24日 - 2019年7月29日  | 腾讯视频 | 《R1SE·飞行日志》     | 共7期                                                   |
| 2019年8月11日 - 2019年11月10日 | 腾讯视频 | 《Super R1SE·蓄能季》 | R1SE專屬小團綜 2019年8月11日起每週日播出一集，共14期。  |
| 2019年12月1日 - 2020年1月5日   | 腾讯视频 | 《十一少年的秋天》    | R1SE專屬大團綜 2019年12月1日起每週日播出一集，共6期。   |
| 2020年7月5日 - 2020年8月23日   | 腾讯视频 | 《Super R1SE·週年季》 | R1SE專屬小團綜 2020年7月5日起每週日播出一集，共8期。    |
| 2021年4月29日 - 2021年5月20日  | 腾讯视频 | 《我們，破曉之前》    | R1SE專屬畢業團綜 2021年4月29日起每週四播出一集，共4期。 |

### 常駐綜藝
| 播出時間                       | 播出平台                 | 節目名稱                 | 參與成員                                                                           | 備註 |
| 2019年4月6日 - 2019年6月8日    | 騰訊視頻                 | 《創造營2019》           | 全員                                                                               | 2019年4月6日起每週六20:00播出一集，於6月8日直播決賽，共10期。                                                                |
| 2019年10月12日 - 2019年11月3日 | 騰訊視頻                 | 《超新星全運會第二届》   | 全員                                                                               | 2019年10月12日起每週六20:00播出一集，第四期於28日搶先播出， 於11月1日至3日直播總決賽。                                       |
| 2019年10月30日 - 2020年1月1日  | 騰訊視頻                 | 《令人心動的offer》      | 周震南                                                                             | 2019年10月30日起每週三20:00播出一集，共10期。                                                                                |
| 2020年4月18日 - 2020年7月4日   | 湖南衛視                 | 《巧手神探》             | 周震南                                                                             | 2020年4月17日起每週六22:00播出一集，共12期。                                                                                 |
| 2020年5月29日 - 2020年7月23日  | 騰訊視頻                 | 《炙熱的我們》           | 全員                                                                               | 2020年5月29日起每週五20:00播出一集，於7月23日20:00直播決賽，共8期。                                                          |
| 2020年7月11日 - 2020年9月12日  | 騰訊視頻                 | 《明日之子SUPER BAND》   | 周震南                                                                             | 2020年7月11日起， 第一、八期週六、日20:00播出上下集， 第二至七、九至十期週六20:00播出一集， 於9月12日20:00直播決賽，共10期。 |
| 2020年7月11日 - 2020年9月25日  | 湖南衛視                 | 《快樂大本營站穩了朋友》 | 翟瀟聞 張顏齊                                                                      | 2020年7月11日起每週六20:20播出一期，9月25日決賽播出。                                                                        |
| 2020年7月16日 - 2020年8月16日  | 騰訊視頻                 | 《超新星運動會第三届》   | 全員                                                                               | 2020年7月16日起每週四20:00播出一集，於8月14日至16日直播決賽。                                                                |
| 2020年11月6日 - 2021年1月8日   | 東方衛視                 | 《神奇公司在哪里》       | 翟潇闻                                                                             | 2020年11月6日起每週五21:00播出， 共10期。                                                                                    |
| 2020年11月19日 - 2021年1月29日 | 愛奇藝 騰訊視頻 東方衛視 | 《哈哈哈哈哈》           | 張顏齊                                                                             | 2020年11月6日起，愛奇藝、騰訊視頻每週五20:00播出一集； 2020年11月20起，東方衛視每週六22:00播出一集，共12期。                 |
| 2021年1月31日 - 2021年4月5日   | 騰訊視頻                 | 《吐槽大会第五季》       | 張顏齊                                                                             | 2021年1月31日起，週日播出一集。                                                                                              |
| 2021年2月4日 - 2021年4月12日   | 騰訊視頻                 | 《人間指南》             | 2021年2月4日起，週一.四播出一集12:00會員搶先看，週二.五12:00播出一集非會員免費看。 | |
| 2021年2月17日 - 2021年4月24日  | 騰訊視頻                 | 《創造營2021》           | 周震南                                                                             | 2021年2月17日起，首.三期週三.六播出一集，第二期起每週六20:00播出一集。                                                       |
| 2021年4月3日 - 2021年6月5日    | 東方衛視 百視TV          | 《金曲青春》             | 全員                                                                               | 代表創家族出戰 參與集數:第一期:周震南 第二期:夏之光,劉也 第四期:姚琛,張顏齊 第五期:何洛洛,翟瀟闻 第九期,第十期:全員          |

## 獎項與榮譽

### 大型頒獎典禮-團體獎項
| 年份 | 頒獎典禮                 | 獎項                                              |
| 2019 | 智族GQ年度人物盛典       | 年度团体                                          |
| 2019 | 亞洲新歌榜               | 年度最受歡迎新團體                                |
| 2019 | COSMO時尚美麗盛典        | 年度團體                                          |
| 2019 | TMEA1ST騰訊音樂娛樂盛典  | 年度最佳團體專輯 （《就要擲地有聲的炸裂》）       |
| 2019 | 2019騰訊星光大賞         | 年度男團                                          |
| 2020 | 騰訊娛樂白皮書           | 年度團體                                          |
| 2020 | 2019微博之夜             | 年度最佳团体                                      |
| 2020 | BME音樂盛典              | 年度優秀組合                                      |
| 2020 | MTV EMA頒獎典禮          | 大中華區最受歡迎藝人                              |
| 2020 | ELLE MAN電影英雄盛典     | 年度團體                                          |
| 2020 | 2020騰訊視頻星光大賞     | 年度音樂專輯（《曜為名》）                        |
| 2020 | 亞洲流行音樂大獎         | 最佳團體（華語）                                  |
| 2020 | 亞洲流行音樂大獎         | 最受歡迎男子團體                                  |
| 2021 | LIFE STYLE精品风格云盛典 | 年度人气团体                                      |
| 2021 | 新浪新聞-發現.Z世代      | 品质娛樂团体                                      |
| 2021 | 新浪新聞-發現.Z世代      | 品質綜藝（《我們，破曉之前》）                    |
| 2022 | 2021微博之夜             | 年度人氣演出（我們，破曉星辰-R1SE告別限定演唱會） |

### 大型頒獎典禮-個人獎項
| 年份 | 頒獎典禮       | 獎項             | 獲獎者 |
| 2019 | 騰訊星光大賞   | 年度節目新銳之星 | 周震南 |
| 2019 | 騰訊星光大賞   | doki年度新勢力   | 何洛洛 |
| 2020 | 騰訊娛樂白皮書 | 年度新勢力藝人獎 | 周震南 |

## 外部連結
官方網站
- R1SE的新浪微博
- R1SE的官方Instagram

| R1SE成員的Weibo及Instagram - 周震南的新浪微博 - 何洛洛的新浪微博 - 焉栩嘉的新浪微博 - 夏之光的新浪微博 - 姚琛的新浪微博 - 翟瀟聞的新浪微博 - 張顏齊的新浪微博 - 劉也的新浪微博 - 任豪的新浪微博 - 趙磊的新浪微博 - 趙讓的新浪微博 - 周震南的Instagram帳戶 - 焉栩嘉的Instagram帳戶 - 夏之光的Instagram帳戶 - 姚琛的Instagram帳戶 - 劉也的Instagram帳戶 - 趙磊的Instagram帳戶 - 趙讓的Instagram帳戶 |